# Пам'ятник Сергію Корольову (Житомир)
.
Пам'ятник академіку Сергію Корольову, українському радянському вченому, конструктору й організатору виробництва ракетно-космічної техніки й ракетної зброї Радянського Союзу, основоположнику практичної космонавтики установлений на батьківщині вченого у Житомирі.

## Пам'ятник на площі Корольова
Монумент був урочисто відкритий 29 квітня 1971 року на площі імені Корольова перед будинком Житомирської обласної адміністрації. На відкритті були присутні мати вченого Марія Миколаївна Корольова-Баланіна, дочка Наталя та онук Андрій, також приїхав космонавт Євген Хрунов. Автори монумента: скульптор О. Олійник, архітектор А. Корнеєв.
Фігура вченого й постамент виготовлені з габро. Текст на пам'ятку:
 «Сергій Павлович Корольов — видатний вчений, винахідник перших космічних кораблів»
У 2017 рокові Житомир відвідала дочка Сергія Павловича Корольова, котра представила книгу про батька у житомирському музеї космонавтики й поклала квіти до пам'ятника на його батьківщині.

## Пам'ятник поруч з музеєм космонавтики
Окрім основного пам'ятника в Житомирі також є погруддя, присвячене знаменитому ученому й конструктору. Погруддя встановлене у 1990 році поруч з музеєм космонавтики. Автори монумента: скульптор Ю. Іванов і архітектор М. Ксеневич. Бронзове погруддя встановлено на постаменті з рожевого полірованого граніту.

## Пам'ятник на території Державного університету телекомунікації
На території Житомирського військового інституту, зараз Державного університету телекомунікації, у 1990 році був відкрий пам'ятник С. П. Корольову, створений талановитим житомирським скульптором О. П. Вітриком.

## Галерея

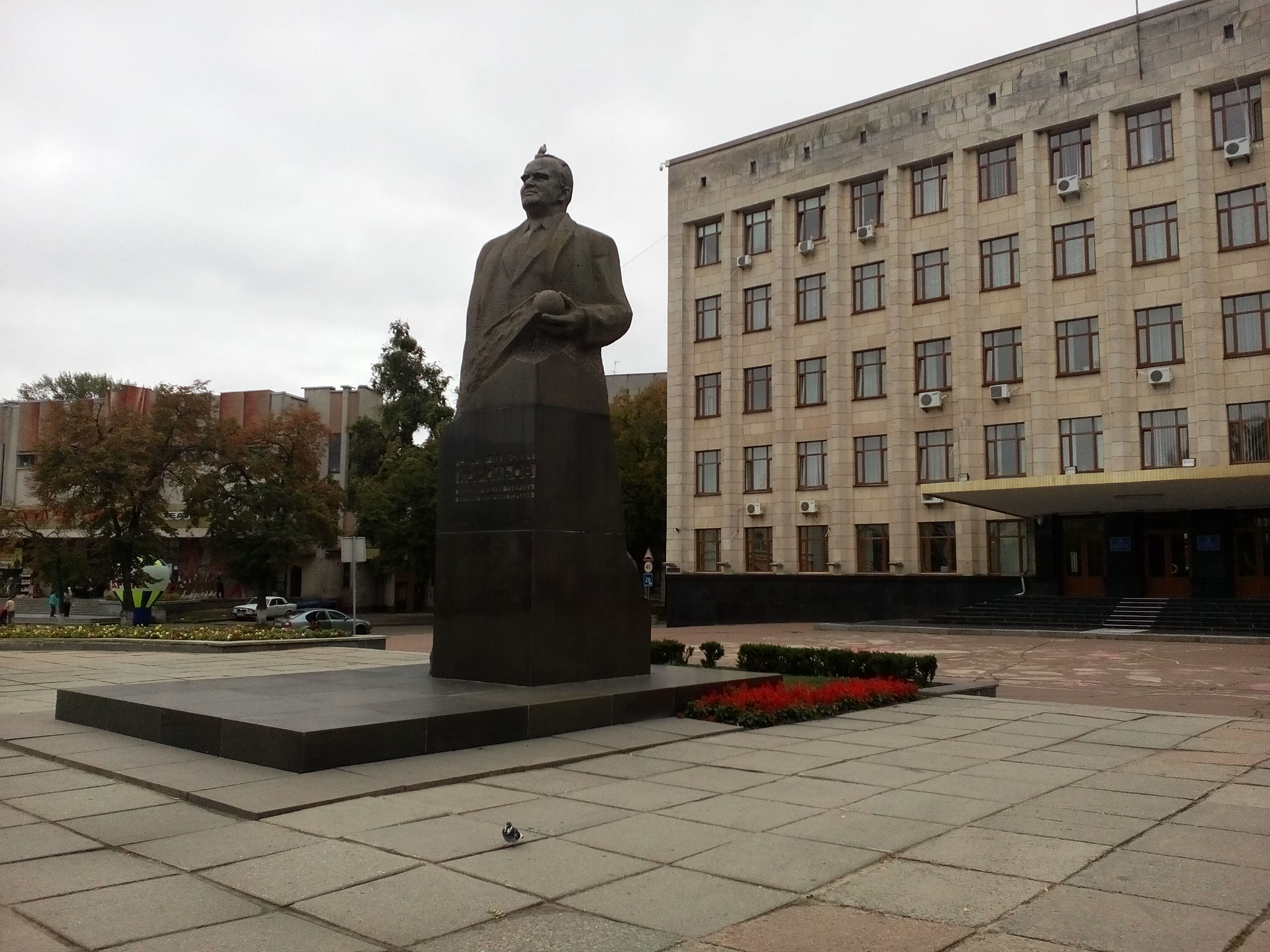
Пам'ятник Сергію Корольову на площі корольова у 2015 році
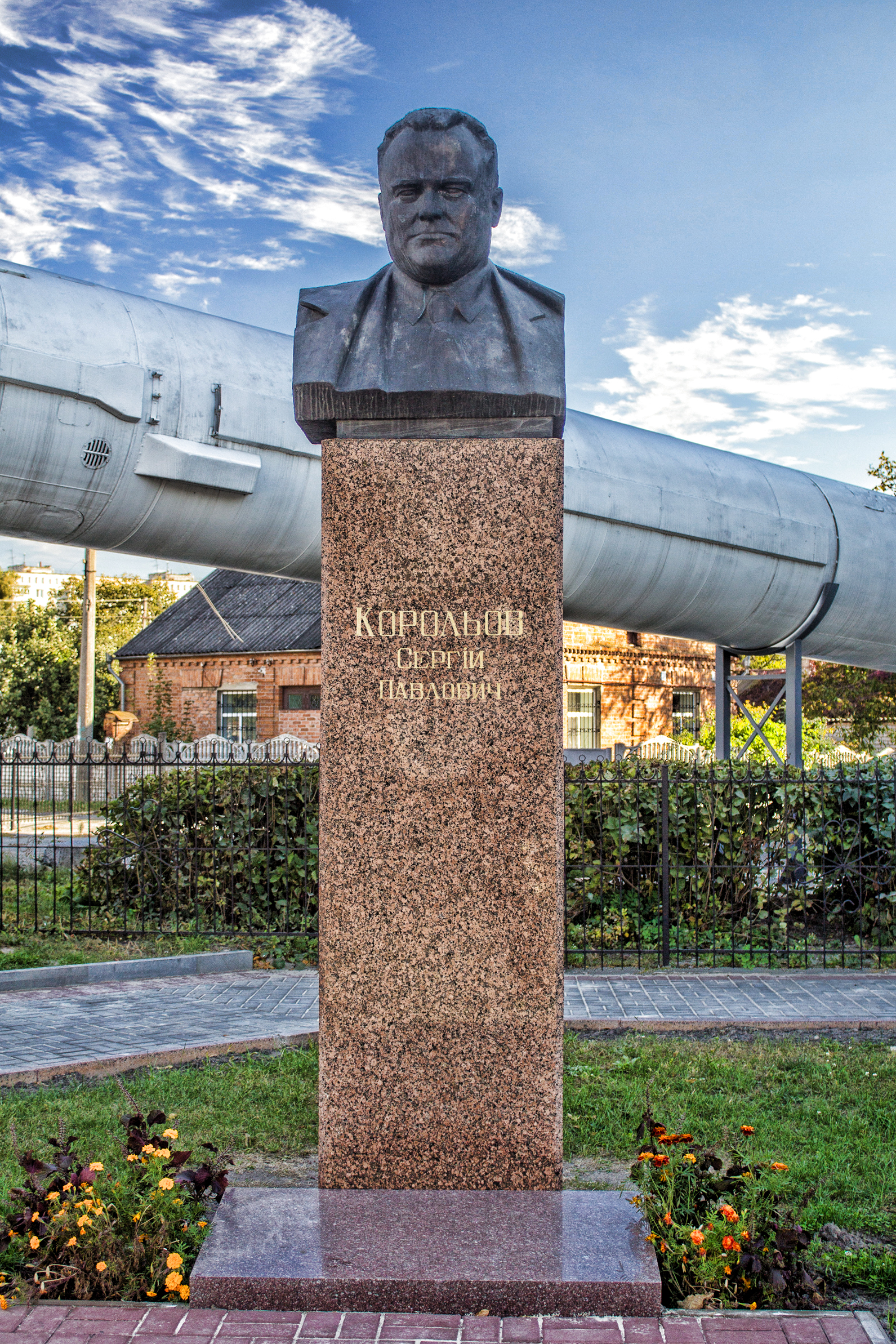
Погруддя Сергію Корольову поруч із житомирським музеєм космонавтики